# Свети Безсребреници (Богатско)
„Свети Безсребреници Козма, Пантелеймон и Дамян“ (на гръцки: Αγίων Αναργύρων) е православна църква в костурското село Богатско (Вогацико), Егейска Македония, Гърция, част от Сисанийската и Сятищка епархия.
Църквата е построена в южния край на селото и е гробищен храм. Разположена е до едната от двете енорийски църкви на Богатско – „Свети Апостоли“. Построена е в XVIII век. В архитектурно отношение е малка каменна базилика. Иконостасът във вътрешността е прост с три големи престолни икони, царски двери и няколко апостолски икони. Царските двери са с изображение на Благовещение и пророците Давид и Соломон. Вдясно от дверите е иконата на Иисус Христос Велик Архиерей, седнал на владишки трон, благославящ с дясната ръка и държащ разтворено евангелия с лявата. В долната част иконата е подписана „δια χειρός Αναγνώστου Ανασιλτσιώτου“. От другата страна на дверите е иконата на Света Богородица Неувяхващ цвят, седнала на трон, облечена в синя камизола и жълт мафорий с жезъл и две отворени книги. Вляво държи Иисус, който благославя с дясната си ръка, а от двете страни има ангели със свитъци с химни. В долния десен ъгъл иконата има надпис „δέησις τοις δούλοις του Θεού /....νας και των τέκνων / αυτής εις Μνημόσυνον αυτών / έτει χιλιοστώ οκτακοσιοστώ τεσαρακοστώ πέμπτου / χειρ Αδάμ Αναγνώστου...“ До иконата на Христос е иконата на Светите Безсребреници Козма, Пантелеймон и Дамян. Тримата светии лекари са луксозно облечени, като всеки държи медицинска кутия и пинсета. В долната част на изображението има нечетлив дарителски надпис. Апостолските икони са 13 от различни времена. Десният проскинитарий е посветен на Свети Николай и има впечатляваща стара икона, а другият е посветен на Свети Пантелеймон и иконата е по-нова.

## Царски ред
- Царската икона „Света Богородица Неувяхващ цвят“, Адам Анагност, 1845
- Царските двери с Благовещение Богородично
- Царската икона „Иисус Христос Велик Архиерей“, Анагност Анасилиот
- Царската икона „Св. св. Козма, Пантелеймон и Дамян“

## Други икони
- Малка икона „Свети Пантелеймон“
- Апостолска икона „Свети Тома“